# Makovce, Stropkov
Makovce este o comună slovacă, aflată în districtul Stropkov din regiunea Prešov. Localitatea se află la altitudinea de 255 m deasupra n.m., se întinde pe o suprafață de 4,57 km2 și în 2017 număra 152 de locuitori.

## Istoric
Localitatea Makovce este atestată documentar din 1408.

## Demografie
| An:                | 1994 | 2004   | 2014    | 2024    |
| ------------------ | ---- | ------ | ------- | ------- |
| Număr de persoane: | 183  | 186    | 166     | 146     |
| Diferență:         |      | +1,63% | −10,75% | −12,04% |

| An:                | 2023 | 2024 |
| ------------------ | ---- | ---- |
| Număr de persoane: | 146  | 146  |
| Diferență:         |      | +0%  |